# Цир (село, Южная Осетия)
Цир (осет. Цъир, груз. წირი — Цири) — село в Закавказье, расположено в Ленингорском районе Южной Осетии, фактически контролирующей село; согласно юрисдикции Грузии — в Ахалгорском муниципалитете.

## География и состав
Село находится на западе Ленингорского района.
Состав:
- Нижний Цир (осет. Дæллаг Цъир, груз. Квемо-Цири) — к югу
- Средний Цир (осет. Астæуккаг Цъир, груз. Квемо-Цири)
- Верхний Цир (осет. Уæллаг Цъир, груз. Земо-Цири) — к северу

## Население
Село населено этническими осетинами. По данным 1959 года в селении жило 369 жителей, в том числе в Верхнем Цире — 143 человека, Среднем Цире — 143 человека, Нижнем Цире — 83 человека, в основном осетины.

## История
В период южноосетинского конфликта в 1992—2008 гг. село входило в состав западной части Ленингорского района РЮО, находившейся в зоне контроля РЮО. После войны в августе 2008 года село осталось под контролем властей РЮО.

## Известные уроженцы
- Наниева, Асиат Ивановна (род. 1940) — юго-осетинская детская писательница, переводчица.

## Топографические карты
- Лист карты K-38-65 Ленингори. Масштаб: 1 : 100 000. Издание 1979 г.